# Prix Paul-Bonduelle
Pour les articles homonymes, voir Paul Bonduelle et Bonduelle (homonymie).
Le prix Paul Bonduelle est un prix triennal dans le domaine de l'architecture, remis par la Classe des beaux-arts de l'Académie royale de Belgique. 
Il fut créé en 1956. Il est doté de 18 500 euros[Quand ?].

## Déroulement
Le prix est destiné à couronner le ou les auteur(s) d’une grande composition architecturale.
Le prix est décerné à la suite d’un concours. Le sujet sera imposé par la Classe des beaux-arts. Un an après, les candidats soumettent un projet succinct, sur la base duquel le jury crée une liste restreinte de trois candidats, qui ont deux années de plus pour élaborer une version plus précise et définitive de leur projet. La Classe attribue le prix à l’un des trois projets. Une seule œuvre est couronnée. 

## Jury
Actuellement[Quand ?] :
- les membres de la Section d’architecture
- MM. Ph. Roberts-Jones et P. Machiels.

## Palmarès (extraits)
- 1983 : Bernard et Georges Baines
- 11e période, 1994-1996 : Hugues Wilquin
- 13e période, 2000-2002 : Michel Poulain
- 15e période, 2006-2008 : non décerné
- 16e période, 2009-2011